# Schronisko w Łączkach Trzecie
Schronisko w Łączkach Trzecie – schronisko w dolnej części Doliny Będkowskiej na Wyżynie Olkuskiej będącej częścią Wyżyny Krakowsko-Częstochowskiej. Administracyjnie znajduje się w Łączkach Kobylańskich, we wsi Kobylany, w gminie Zabierzów, w powiecie krakowskim, w województwie małopolskim.

## Opis obiektu
Znajduje się w orograficznie lewych zboczach Doliny Będkowskiej w skale Babka na wzniesieniu Żarnowa. Otwór schroniska znajduje się w północno-zachodniej, środkowej części tej skały, pod szczytem jej środkowego wierzchołka i jest zarośnięty krzakiem głogu. Można do niego dojść od szczytu, schodząc 2 metrowym kominkiem, następnie 3 m pionowym, trawiastym, zboczem i metrowym trawersem do otworu. Można też dojść od podstawy skały, dojście to jest jednak bardzo strome i w dużym stopniu zarośnięte krzewami.
Schronisko ma postać mniej więcej kwadratowej komory o wysokości do 3 m i wymiarach 3 × 3 m. W kierunku wschodnim odchodzą od niej dwa zbyt ciasne dla człowieka korytarze, w kierunku zachodnim ślepy, szczelinowy komin. Jest wypełniony limonitowymi naciekami i rdzawymi osadami. Schronisko powstało w późnojurajskich wapieniach skalistych i jest pochodzenia krasowego. W budujących go skałach występują krzemienie oraz krzemienie scementowane limonitowym spoiwem. Ściany są nierówne i są w nich jamy, okrągłe wżery i drobne kanały. W kominku jest kilkadziesiąt drobnych stalaktytów o długości kilkunastu cm i średnicy do 3 mm, ale uległy one zlepieniu spoiwem limonitowym i zatykają kominek. Dno schroniska i krótkiego zachodniego korytarzyka tworzy gruz krzemienny i wapienny, rdzawy ił limonitowy i zlepione limonitem fragmenty brekcji. Schronisko jest suche, w całości widne, a w lepiej oświetlonych miejscach przy otworze na jego ścianach rosną glony i porosty. Ze zwierząt obserwowano pajęczaki.
Schronisko znane było od dawna. Po raz pierwszy opisał go Kazimierz Kowalski w 1951 r. Aktualną dokumentację sporządził Andrzej Górny we wrześniu 2009 r. Plan opracował Marcin Pruc.

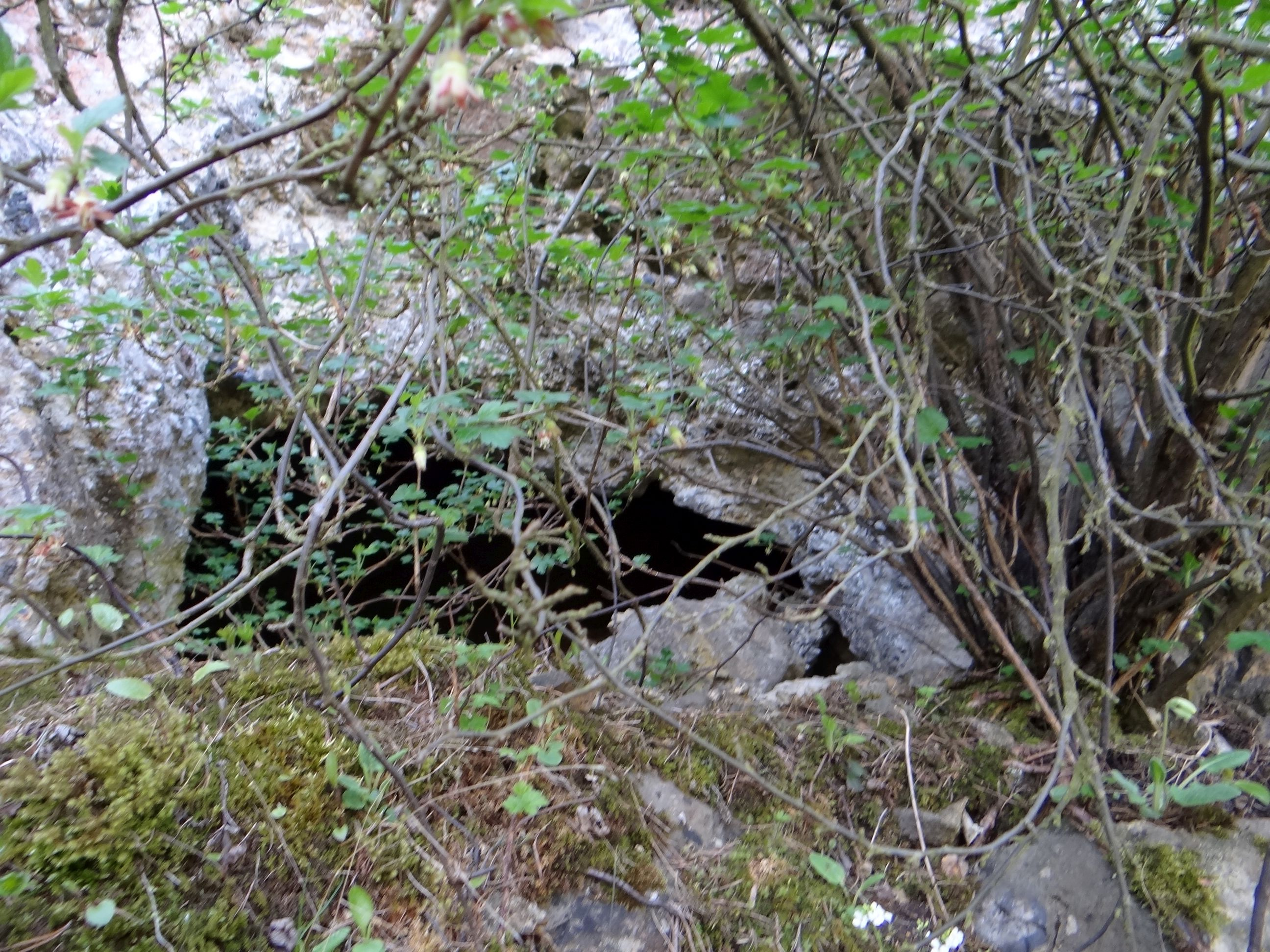
Otwór
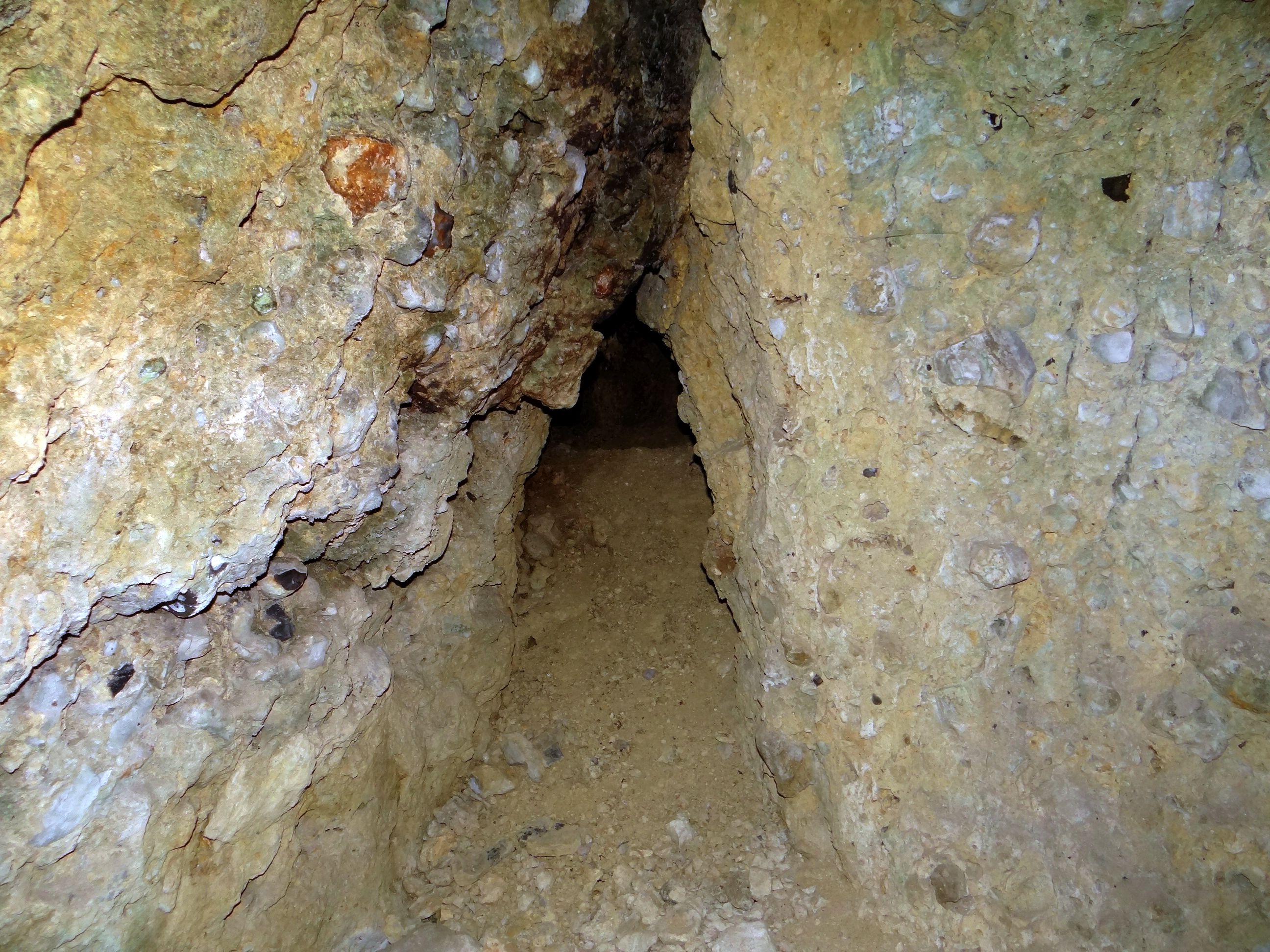
Kominek
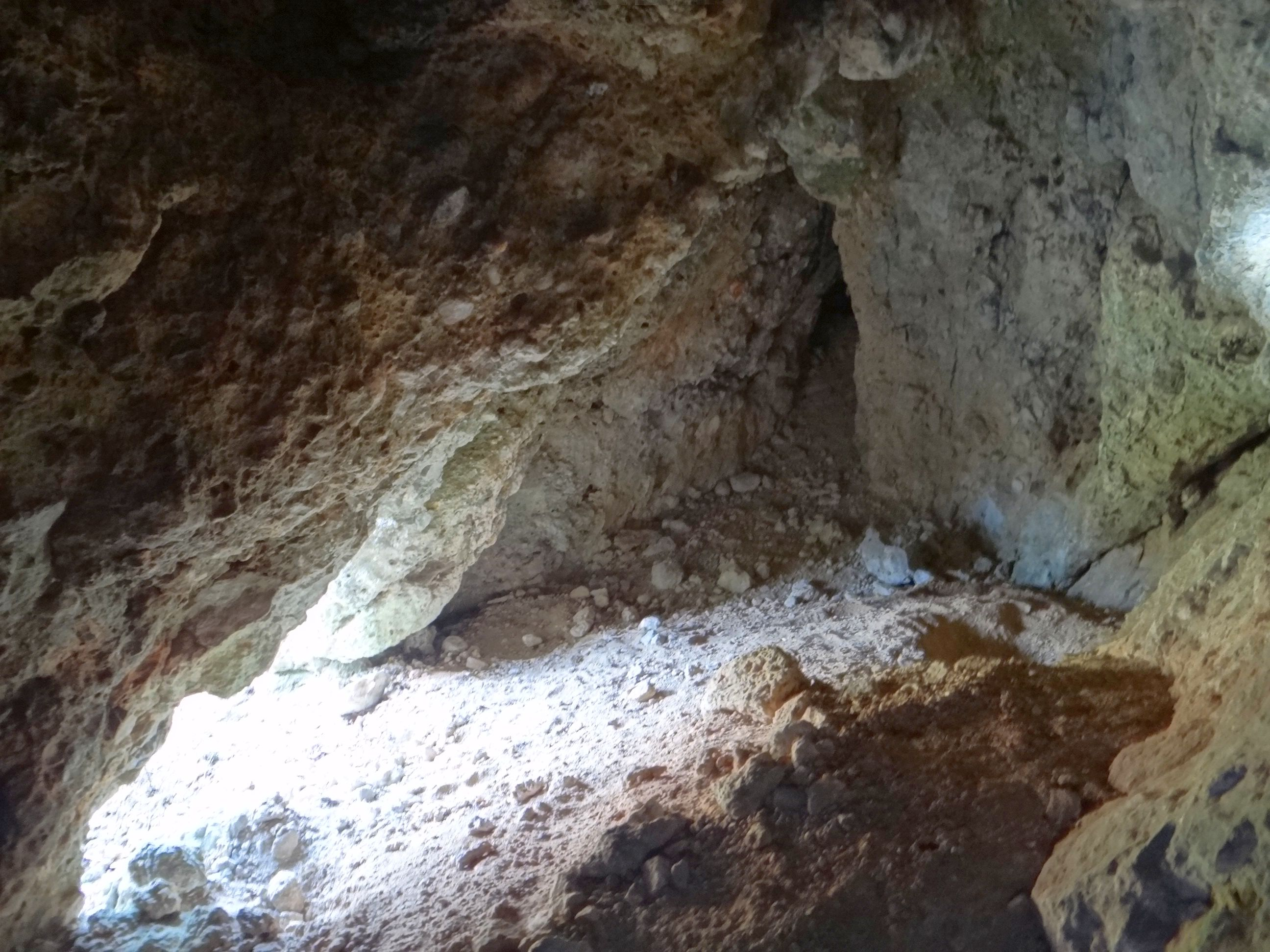
Komora
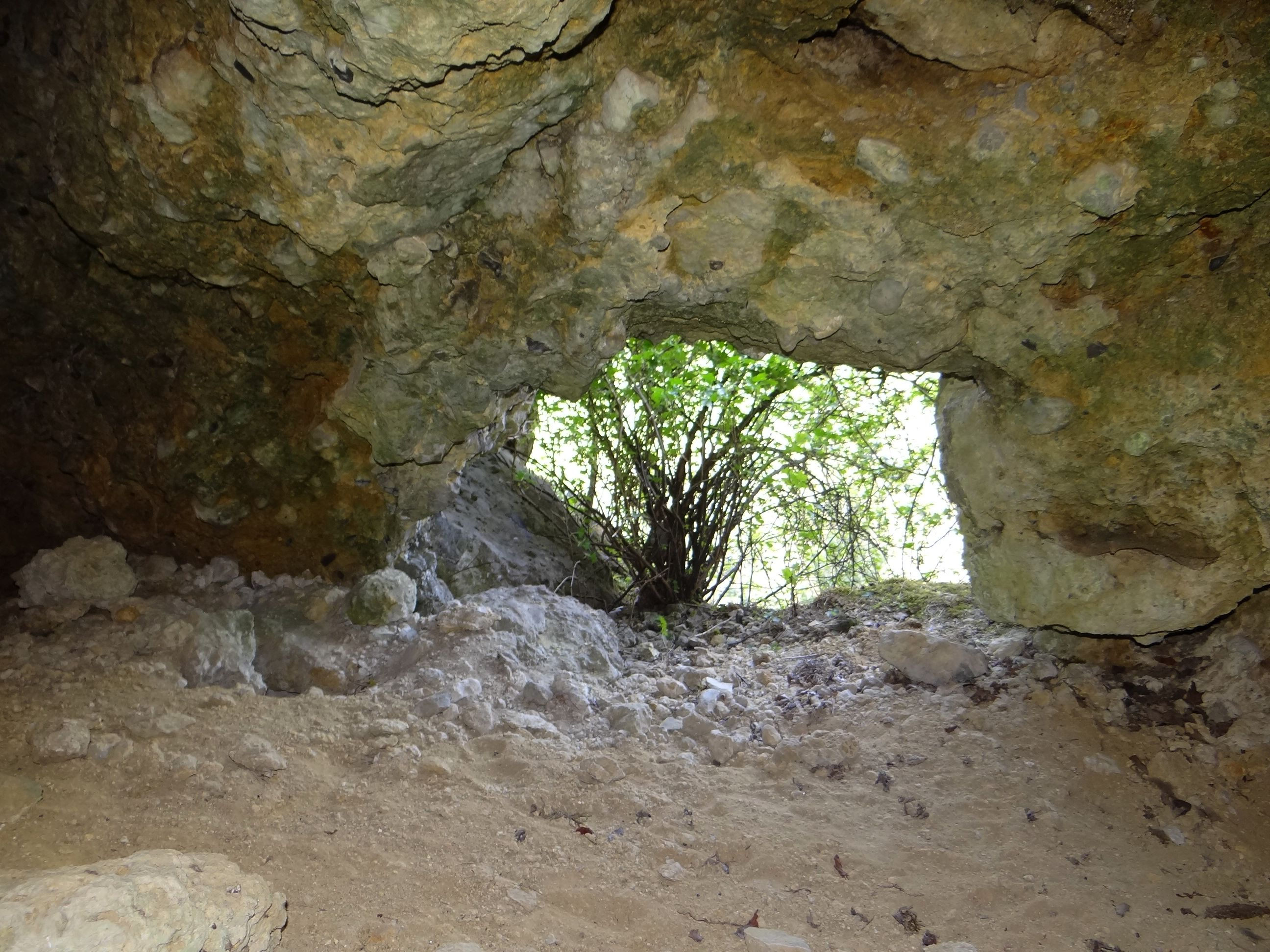
Widok z komory

Na wzniesieniu Żarnowa znajdują się jeszcze dwa inne schroniska: Schronisko w Łączkach Pierwsze i Schronisko w Łączkach Drugie. Wszystkie znajdują się w skale Babka powyżej drewnianej wiaty przy drodze z Brzezinki do Łączek Kobylańskich.